# Papa Celestino V
Celestino V, nato Pietro Angelerio (o secondo alcuni Angeleri), detto Pietro da Morrone e venerato come Pietro Celestino (Isernia o Sant'Angelo Limosano, 1209/1215 circa – Fumone, 19 maggio 1296), è stato il 192º Papa della Chiesa cattolica dal 29 agosto al 13 dicembre 1294.

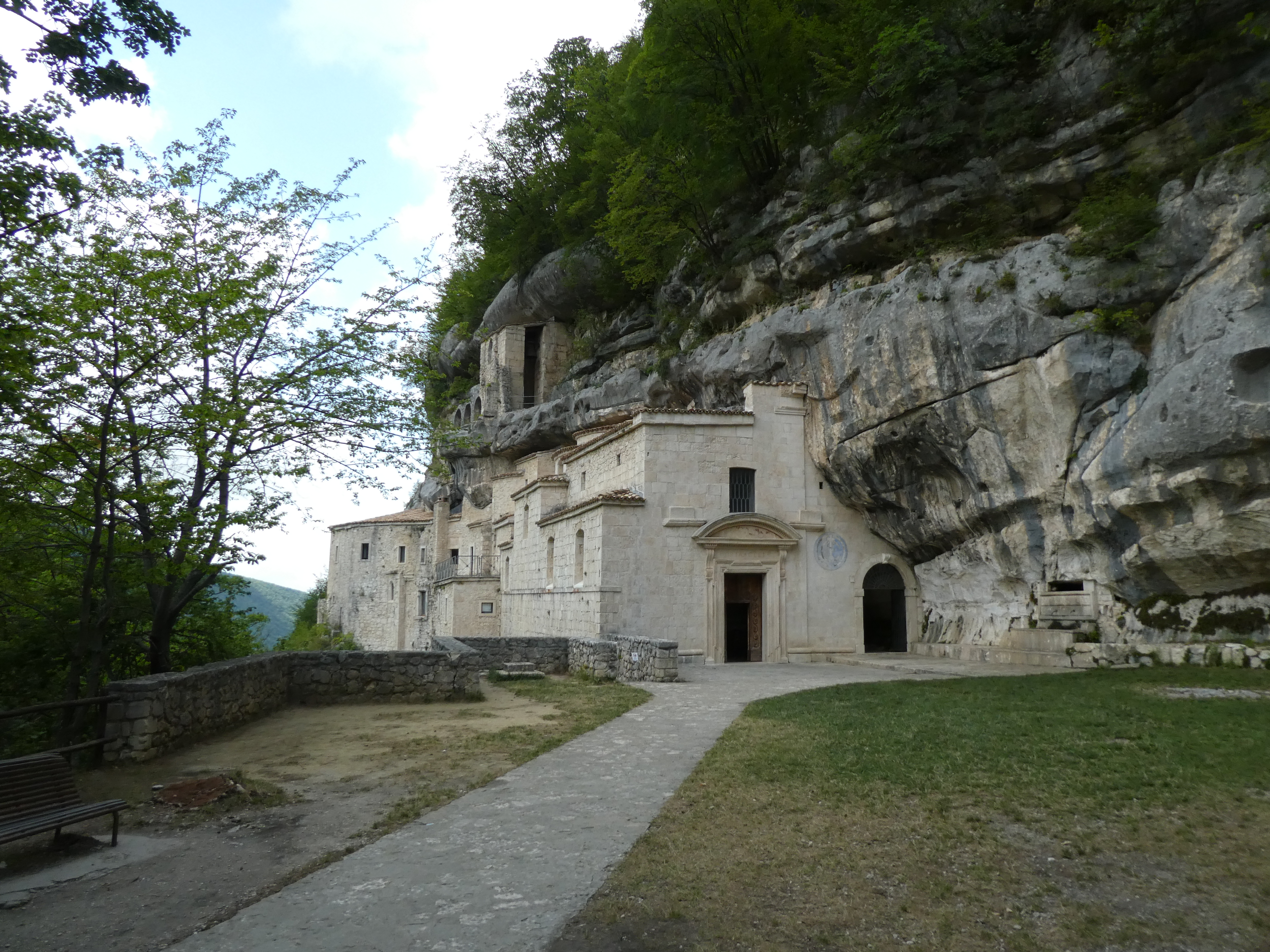
Complesso eremitico-abbaziale di Santo Spirito a Majella (Comune di Roccamorice)

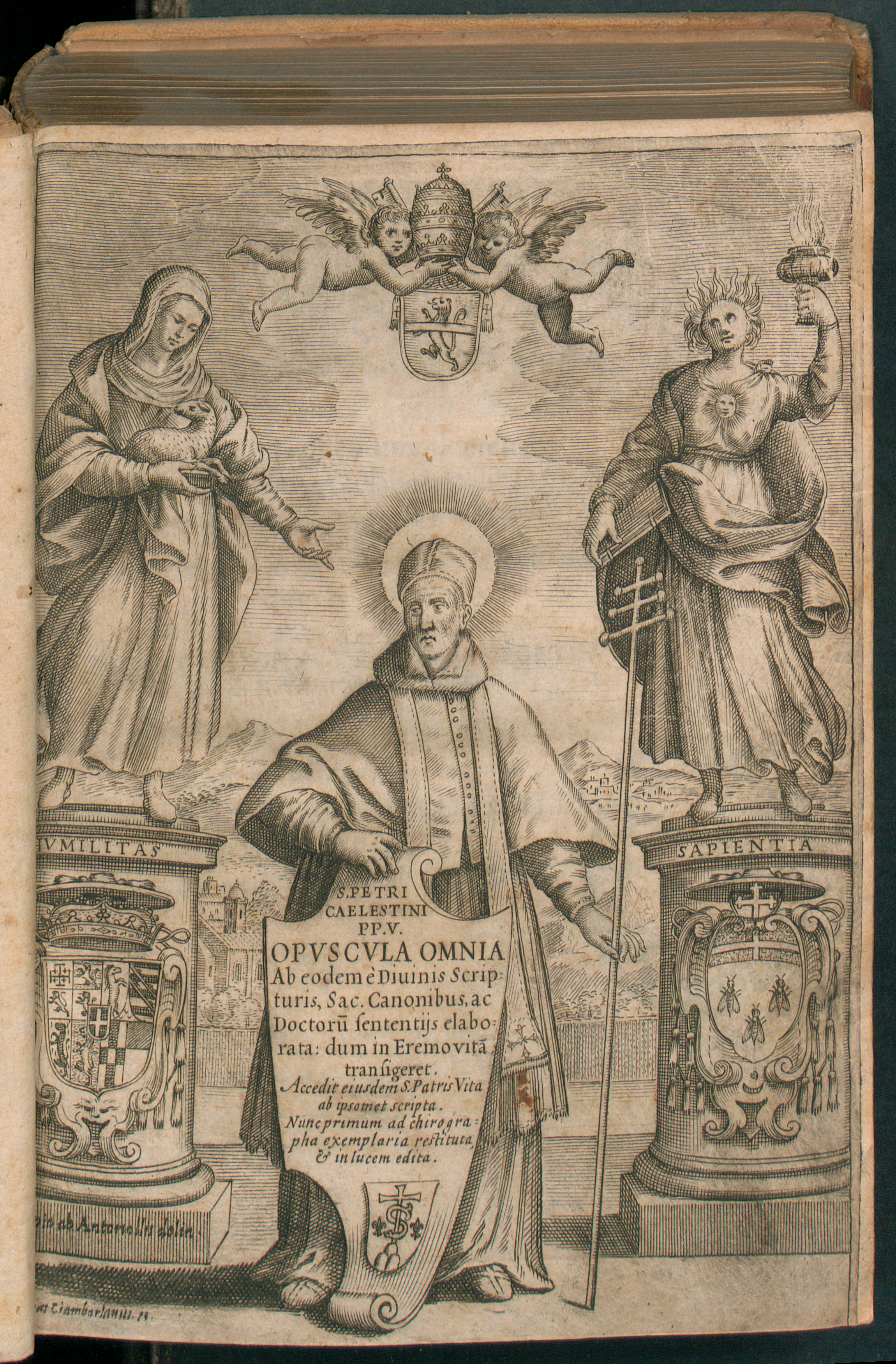
Opuscula omnia, 1640. Da BEIC, biblioteca digitale

Eletto a Perugia il 5 luglio 1294, fu incoronato ad Aquila (oggi L'Aquila) il 29 agosto nella basilica di Santa Maria di Collemaggio, da lui fatta costruire qualche anno prima. Durante il suo breve pontificato diede vita alla Perdonanza, celebrazione giubilare annuale tuttora esistente. È sepolto nella stessa basilica aquilana, all'interno del mausoleo realizzato da Girolamo da Vicenza.
Celestino V fu il primo papa che volle esercitare il proprio ministero al di fuori dei confini dello Stato Pontificio e il sesto, dopo Clemente I, Ponziano, Silverio, Benedetto IX e Gregorio VI a rinunciare al ministero petrino; dopo di lui rinunceranno Gregorio XII (nel 1415) e Benedetto XVI (nel 2013).
È venerato come santo, con il nome di Pietro Celestino da Morrone, dalla Chiesa cattolica, che ne celebra la festa liturgica il 19 maggio. È patrono del comune di Isernia, che ne rivendica i natali, e compatrono dell'Aquila, di Ferentino, di Urbino e del Molise.

## Biografia

### Vita eremitica
Pietro da Morrone, penultimo dei dodici figli di Angelo Angelerio e Maria Leone, modesti contadini, nacque tra il 1209 e il 1215 (la fonte più accreditata è la cosiddetta Vita C che racconta che aveva 87 anni al momento della morte avvenuta il 19 maggio 1296 e ciò vorrebbe dire, come dicono altre fonti, che sarebbe nato nel 1209) in Molise. La sua nascita è tradizionalmente rivendicata da due comuni: Isernia e Sant'Angelo Limosano (dei quali è patrono). In seguito altre due località ne hanno anch'esse rivendicato i natali: Sant'Angelo in Grotte (frazione di Santa Maria del Molise) e Castrum Sancti Angeli de Ravecanina, nel casertano.
Da giovane, per un breve periodo, soggiornò presso il monastero benedettino di Santa Maria in Faifoli, chiesa abbaziale che, tra le dodici della diocesi di Benevento, era una delle più importanti. Mostrò una straordinaria predisposizione all'ascetismo e alla solitudine, ritirandosi nel 1239 in una caverna isolata sul monte Morrone, sopra Sulmona, da cui il suo nome.
Nel 1240 si trasferì a Roma, presumibilmente presso il Laterano, dove studiò fino a prendere gli ordini sacerdotali. Lasciata Roma, nel 1241 ritornò sul monte Morrone, in un'altra grotta, presso la piccola chiesa di Santa Maria di Segezzano. Cinque anni dopo abbandonò anche questa grotta per rifugiarsi in un luogo ancora più inaccessibile sui monti della Maiella, in Abruzzo, dove visse nella maniera più semplice che gli fosse possibile.
Si era allontanato temporaneamente dal suo eremitaggio del monte Morrone nel 1244 per costituire una Congregazione ecclesiastica riconosciuta da papa Gregorio X come ramo dei benedettini, denominata "dei frati di Santo Spirito", che ebbe la sua culla presso l'Eremo di Santo Spirito a Majella (nell'attuale comune di Roccamorice), luogo in cui i futuri Celestini ebbero la propria sede per diversi decenni.
Nell'inverno del 1273 si recò a piedi in Francia, a Lione, dove stavano per iniziare i lavori del Concilio di Lione II voluto da Gregorio X, per impedire che l'ordine monastico da lui stesso fondato fosse soppresso. La missione ebbe successo poiché grande era la fama di santità che accompagnava il monaco eremita, tanto che il Papa gli chiese di celebrare una messa davanti a tutti i Padri Conciliari dicendogli che « [...] nessuno ne era più degno».
I successivi vent'anni videro la radicalizzazione della sua vocazione ascetica e il suo distaccarsi sempre più da tutti i contatti con il mondo esterno, fino a quando non fu convinto che stesse sul punto di lasciare la vita terrena per ritornare a Dio. Ma un fatto del tutto inaspettato stava per accadere.

### Elezione al Soglio pontificio
Papa Niccolò IV morì il 4 aprile 1292; nello stesso mese si riunì il conclave, che in quel momento era composto da soli dodici porporati. Numerose furono le riunioni dei padri cardinali nell'Urbe, ma sempre tenute in sedi diverse: a Santa Maria sopra Minerva, a Santa Maria Maggiore e sull'Aventino presso il monastero di Santa Sabina. Nonostante ciò, il Sacro Collegio non riusciva a far convergere i voti necessari su nessun candidato.
Sopravvenne un'epidemia di peste che indusse allo scioglimento del conclave. Nel corso dell'epidemia il cardinale francese Cholet fu colpito dal morbo e morì, per cui il Collegio cardinalizio si ridusse ad 11 componenti.
Passò più di un anno prima che il conclave potesse nuovamente riunirsi, perché un profondo disaccordo si era creato circa la sede in cui convocarlo (Roma o Rieti). Finalmente si riuscì a trovare una soluzione sufficientemente condivisa, stabilendo la nuova sede nella città di Perugia; era il 18 ottobre 1293.

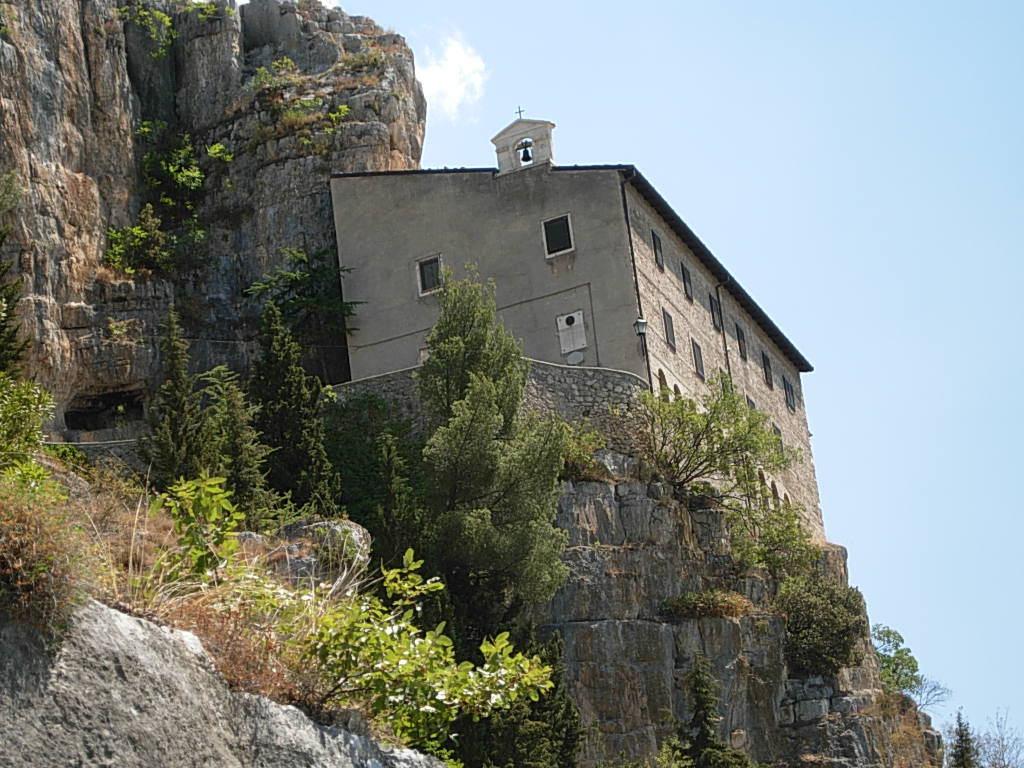
Eremo di Sant'Onofrio al Morrone dove visse Pietro da Morrone

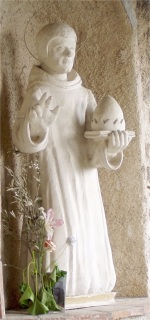
Statua raffigurante Celestino V

Nonostante le laboriose trattative, però, i porporati non riuscivano ad eleggere il nuovo Papa, soprattutto per la frattura che si era creata tra i sostenitori dei Colonna e gli altri cardinali. I mesi si susseguivano inutilmente e il permanere della sede vacante aumentava il malcontento popolare, che si manifestava attraverso disordini e proteste, anche negli stessi ambienti ecclesiastici.
Si giunse così alla fine del mese di marzo del 1294, quando i cardinali dovettero registrare un evento che, probabilmente, contribuì in maniera determinante ad avviare a conclusione i lavori del Conclave. Erano in corso, in quel momento, le trattative tra Carlo II d'Angiò, re di Napoli, e Giacomo II, re di Aragona, per sistemare le vicende legate all'occupazione aragonese della Sicilia, avvenuta all'indomani dei cosiddetti vespri siciliani del 31 marzo 1282. Poiché si stava per giungere alla stipula di un trattato, Carlo d'Angiò aveva necessità dell'avallo pontificio, la qual cosa era impossibile, stante la situazione di stallo dei lavori del Conclave. Spinto da questa esigenza, il re di Napoli si recò insieme al figlio Carlo Martello a Perugia, dove era riunito il Conclave, con lo scopo di sollecitare l'elezione del nuovo pontefice. Il suo ingresso nella sala dove era riunito il Sacro Collegio provocò ovviamente la riprovazione di tutti i cardinali e il re fu cacciato fuori, soprattutto per l'intervento del cardinale Benedetto Caetani. Questa vicenda, con molta probabilità, indusse i cardinali a prendere coscienza del fatto che si rendeva necessario chiudere al più presto la sede vacante.
Nel frattempo, Pietro da Morrone aveva predetto "gravi castighi" alla Chiesa se questa non avesse provveduto a scegliere subito il proprio pastore. La profezia fu inviata al Cardinale Decano Latino Malabranca, il quale la presentò all'attenzione degli altri cardinali, proponendo il monaco eremita come pontefice; la sua figura ascetica, mistica e religiosissima, era nota a tutti i regnanti d'Europa e tutti parlavano di lui con molto rispetto. Il Cardinale Decano, però, dovette adoperarsi molto per rimuovere le numerose resistenze che il Sacro Collegio aveva sulla persona di un non porporato. Alla fine, dopo ben 27 mesi dall'inizio del Conclave, emerse all'unanimità il nome di Pietro da Morrone; era il 5 luglio 1294.
L'elezione unanime da parte del Sacro Collegio di un semplice monaco eremita, completamente privo di esperienza di governo e totalmente estraneo alle problematiche della Santa Sede, può forse essere spiegata dal proposito di tacitare l'opinione pubblica e le monarchie più potenti d'Europa, vista l'impossibilità di eleggere un porporato su cui tutti fossero d'accordo.
È possibile che i cardinali fossero pervenuti a questa soluzione pensando anche di poter gestire, ciascuno a modo suo, la totale inesperienza dell'anziano monaco eremita, guidandolo in quel mondo curiale e burocratico al quale egli era totalmente estraneo, sia per reggere meglio la Chiesa in quel difficile momento, sia per vantaggi personali.

La basilica di Santa Maria di Collemaggio, eretta per volere del santo

La notizia dell'elezione gli fu recata da tre ecclesiastici che, nelle settimane successive, poco prima dell'agosto 1294, salirono sul monte Morrone per comunicargli l'esito. Uno dei messi, Iacopo Stefaneschi, futuro cardinale, narra così la vicenda nel suo Opus Metricum: apparve « [...] un uomo vecchio, attonito ed esitante per così grande novità» con indosso « [...] una rozza tonaca». Alla notizia dell'elezione, gli occhi gli si velarono di pianto. Lo stesso Stefaneschi narra che quando i messi si inginocchiarono al suo cospetto, lo stesso Pietro da Morrone si prostrò umilmente davanti a loro. Tra la sorpresa e lo sconcerto per l'annuncio che gli recarono, fra' Pietro si volse verso il crocifisso appeso a una parete della sua cella e pregò a lungo. Poi, con grande apprensione e sofferenza, dichiarò di accettare l'elezione.
Appena diffusa la notizia dell'elezione del nuovo Pontefice, Carlo II d'Angiò si mosse immediatamente da Napoli e fu il primo a raggiungere il religioso. In sella a un asino tenuto per le briglie dallo stesso re e scortato dal corteo reale, Pietro si recò nella città di Aquila (oggi L'Aquila), dove aveva convocato tutto il Sacro Collegio. Qui, nella chiesa di Santa Maria di Collemaggio, fu incoronato il 29 agosto 1294 con il nome di Celestino V.

### Pontificato
Uno dei primi atti ufficiali fu l'emissione della cosiddetta Bolla del Perdono, bolla che elargisce l'indulgenza plenaria a tutti coloro che confessati e pentiti dei propri peccati si rechino nella basilica di Santa Maria di Collemaggio, nella città dell'Aquila, dai vespri del 28 agosto al tramonto del 29. Fu così istituita la Perdonanza, celebrazione religiosa che anticipò di sei anni il primo Giubileo del 1300, ancora oggi tenuta nel capoluogo abruzzese.
In pratica, Celestino V istituì a Collemaggio un prototipo del Giubileo e, forse, sia lui sia Bonifacio si ispirarono alla leggenda della "Indulgenza dei Cent'Anni" di cui si avevano testimonianze risalenti a Innocenzo III.
Il nuovo pontefice si affidò, incondizionatamente, nelle mani di Carlo d'Angiò, nominandolo "maresciallo" del futuro Conclave. Ratificò immediatamente il trattato tra Carlo d'Angiò e Giacomo d'Aragona, mediante il quale fu stabilito che, alla morte di quest'ultimo, la Sicilia sarebbe ritornata agli Angioini.
Dietro consiglio di Carlo d'Angiò, fissò la sede della Curia nel Castel Nuovo di Napoli, dove fu allestita una piccola stanza, arredata in modo molto semplice, dove egli si ritirava spesso a pregare e a meditare. Di fatto, il papa era sì protetto da Carlo, ma anche suo ostaggio, in quanto molte delle decisioni pontificie erano direttamente influenzate dal re angioino.
Probabilmente, nel corso delle sue frequenti meditazioni dovette pervenire, poco a poco, alla decisione di abbandonare il suo incarico. In ciò fu sostenuto anche dal parere del cardinal Benedetto Caetani (il futuro Bonifacio VIII), esperto di diritto canonico, il quale riteneva pienamente legittima una rinuncia al pontificato.

#### Concistori per la creazione di nuovi cardinali
Papa Celestino V durante il suo pontificato ha creato 13 cardinali nel corso di un solo concistoro.

### Rinuncia al pontificato
In effetti Pietro da Morrone dimostrò una notevole ingenuità nella gestione amministrativa della Chiesa, ingenuità che, unitamente ad una considerevole ignoranza (nei concistori si parlava in volgare, non conoscendo egli a sufficienza la lingua latina), fece precipitare l'amministrazione in uno stato di gran confusione, giungendo persino ad assegnare il medesimo beneficio a più di un richiedente.
Circa quattro mesi dopo la sua incoronazione, nonostante i numerosi tentativi per dissuaderlo avanzati da Carlo d'Angiò, il 13 dicembre 1294 Celestino V, nel corso di un concistoro, diede lettura della rinuncia all'ufficio di romano pontefice, il cui testo originale andato perduto ci è giunto attraverso l'analoga bolla di Bonifacio VIII.
(Papa Celestino V - Bolla pontificia, Napoli, 13 dicembre 1294)
Gli storici hanno poi dimostrato che tale formula era già stata utilizzata nelle Decretali da Innocenzo III per le rinunce episcopali, mentre altri hanno ipotizzato che una bolla pontificia, contenente tutte le giustificazioni di una rinuncia all'ufficio di Romano pontefice, fosse stata compilata ad hoc proprio dal cardinal Caetani, il quale, vista l'impossibilità di controllare il Papa come aveva auspicato, impedito in questo da Carlo d'Angiò, intravedeva in questa vicenda la possibilità di ascendere egli stesso al soglio pontificio con notevole anticipo sui tempi che egli aveva preventivato al momento in cui aveva aderito all'elezione di Pietro da Morrone. Di fatto, l'unica fonte storicamente certa del sommario contenuto della bolla celestiniana rimane ad oggi la decretale Quoniam aliqui inserita nel Liber Sextus per volontà del suo successore Bonifacio VIII.
Undici giorni dopo le sue dimissioni, infatti, il Conclave, riunito a Napoli in Castel Nuovo, elesse il nuovo papa nella persona del cardinal Benedetto Caetani, laziale di Anagni. Aveva 64 anni circa e assunse il nome di Bonifacio VIII.

Caetani, che aveva aiutato Celestino V nel suo intento di dimettersi, temendo uno scisma da parte dei cardinali filo-francesi a lui contrari, che avrebbero potuto rimettere sul trono l'eremita, diede disposizioni affinché l'anziano monaco fosse messo sotto controllo, per evitare un rapimento da parte dei suoi nemici. Celestino, venuto a conoscenza della decisione del nuovo papa grazie ad alcuni tra i suoi fedeli cardinali da lui precedentemente nominati, tentò una fuga verso oriente, fuggendo da San Germano per raggiungere la sua cella sul Morrone e poi Vieste sul Gargano, per tentare l'imbarco per la Grecia (secondo studi “locali”, sembra che si sia rifugiato segretamente nel castello di San Nicandro Garganico), ma il 16 maggio 1295 fu catturato presso Santa Maria di Merino da Guglielmo Stendardo II, connestabile del regno di Napoli, figlio del celebre Guglielmo Stendardo, detto "Uomo di Sangue". Celestino tentò invano ancora una volta di farsi ascoltare dal Caetani, chiedendo di lasciarlo partire, ma il Caetani restò fermo sulle sue decisioni al riguardo. Alcuni storici narrano che Celestino si sia reso conto dell'inutilità delle sue richieste e, mentre veniva portato via, abbia sussurrato una frase, presumibilmente rivolta al Caetani, che poteva quasi essere un presagio: 

### Prigionia e morte

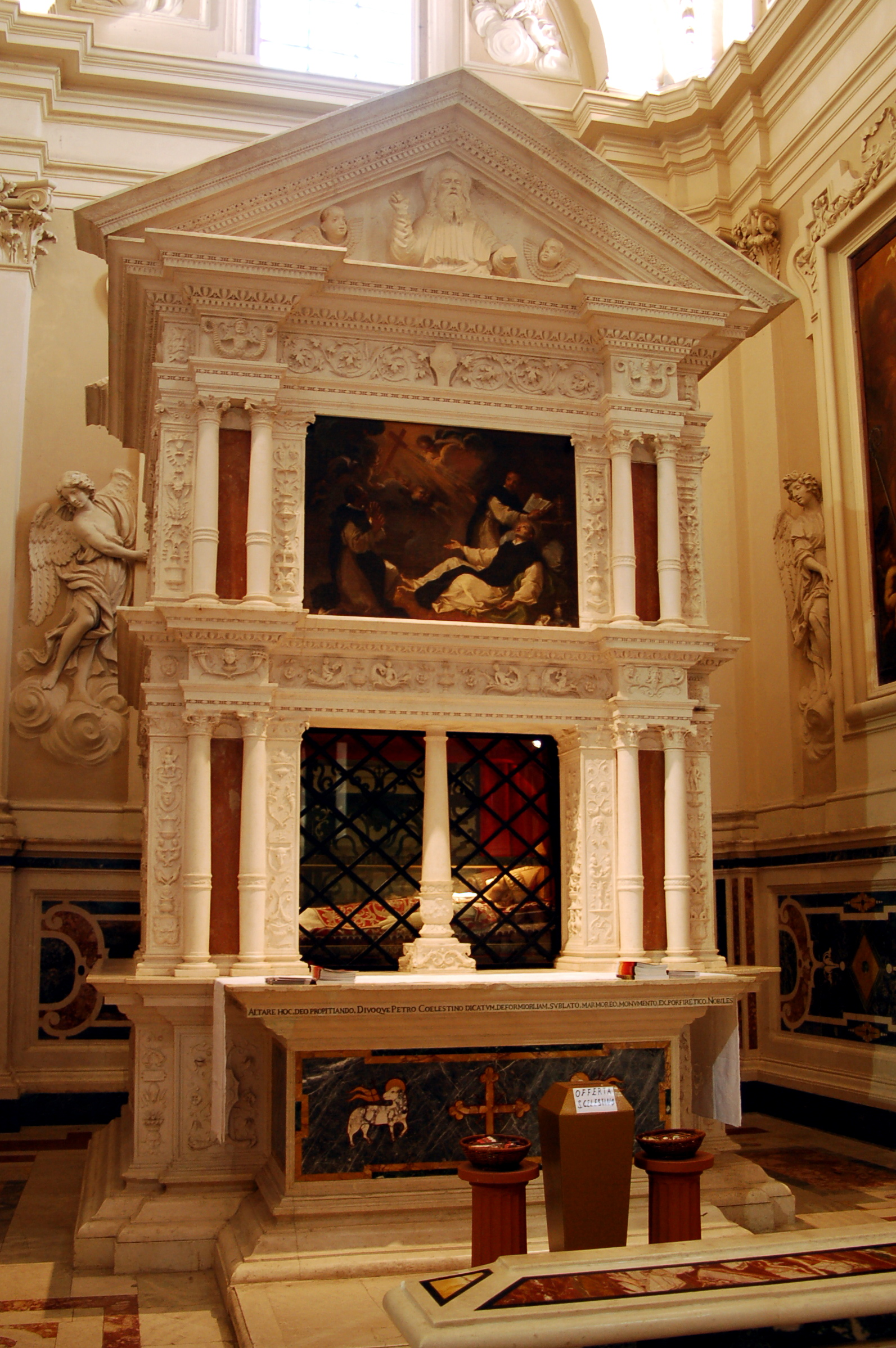
La tomba di Celestino V nella basilica di Santa Maria di Collemaggio prima del terremoto del 2009

Raggiunto dai soldati, questi lo rinchiusero nella rocca di Fumone, in Campagna e Marittima (attualmente in provincia di Frosinone), castello nei territori dei Caetani e di diretta proprietà del nuovo papa; qui il vecchio Pietro morì il 19 maggio 1296, fortemente debilitato dalla deportazione e dalla successiva prigionia; la versione ufficiale sostiene che l'anziano uomo (aveva 87 anni) sia morto dopo aver celebrato, stanchissimo, l'ultima messa. Fu inizialmente sepolto nei pressi di Ferentino, prima nella chiesa di Sant'Agata e successivamente nella chiesa di Sant'Antonio sita nell'abbazia celestina che dipendeva dalla casa madre di Santo Spirito del Morrone.
A proposito della morte si sparsero subito voci e accuse. Sebbene la teoria secondo la quale Bonifacio ne avrebbe ordinato l'assassinio fosse priva di fondamento, di fatto era stato il successore a ordinarne quella segregazione che, in qualche modo, lo portò a morte. Il cranio di Celestino presenta un "foro" che due perizie sulla salma, datate 1313 e 1888, interpretarono come corrispondente a quello producibile da un chiodo di dieci centimetri, ma, secondo alcuni, potrebbe essere piuttosto la conseguenza di un ascesso di sangue; l'ultima perizia del 2013 sostiene invece che il foro fu inferto al cranio molti anni dopo la sua morte.
Bonifacio portò il lutto per la morte del predecessore, caso unico tra i papi, celebrò una messa pubblica in suffragio per la sua anima e diede inizio, poco dopo, al processo di canonizzazione.

## Canonizzazione e culto
Il 5 maggio 1313 fu canonizzato da papa Clemente V, accelerando moltissimo l'iter avviato da Bonifacio, dopo aver ricevuto una sollecitazione da parte del re di Francia Filippo il Bello e a seguito di una forte acclamazione di popolo. Tuttavia, Clemente V non lo canonizzò quale martire, come avrebbe voluto Filippo il Bello, ma come confessore.
Nel febbraio 1317 le spoglie furono traslate dalla chiesa di Sant'Antonio Abate, presso Ferentino, per essere sepolte all'Aquila, nella basilica di Santa Maria di Collemaggio, dove era stato incoronato papa. Sulla data e sulle modalità di traslazione delle spoglie vi sono tuttavia altre versioni.
Il 18 aprile 1988 la salma di Celestino V fu trafugata. Due giorni dopo, venne ritrovata nel cimitero di Cornelle e Roccapassa, frazioni del comune di Amatrice. Non sono mai stati scoperti i mandanti o gli esecutori.
A seguito del terremoto dell'Aquila del 2009, il crollo della volta della basilica ha provocato il seppellimento della teca con le spoglie, recuperate poi dai Vigili del Fuoco e dalla Protezione Civile con la collaborazione della Guardia di Finanza.

Celestino V è venerato con il nome di san Pietro Celestino. La sua memoria è ricordata nel Martirologio romano il 19 maggio: 

## La ricognizione canonica del 2013

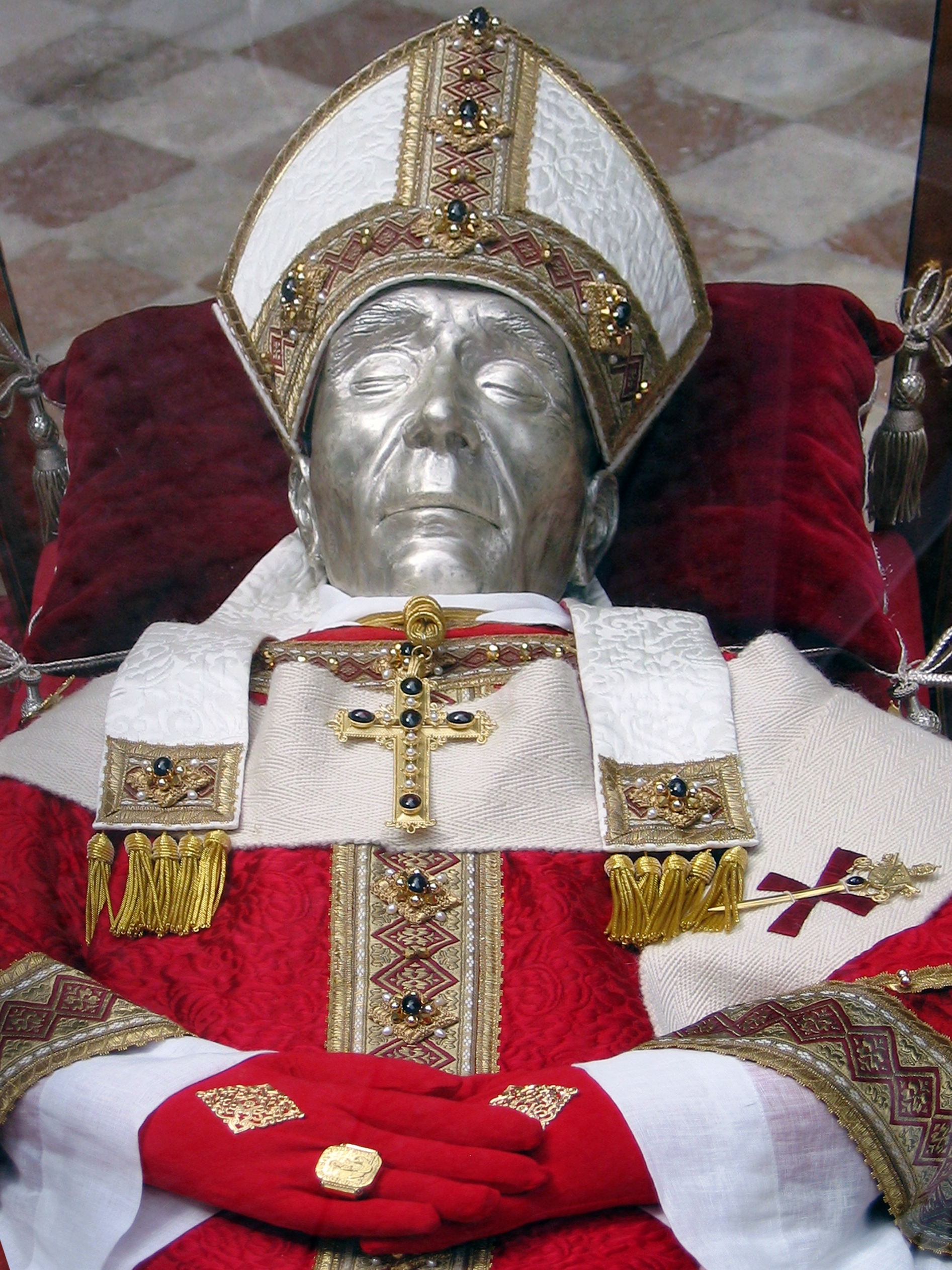
Le spoglie di papa Celestino V dopo la ricognizione canonica; attorno alle spalle, il pallio di papa Benedetto XVI

A seguito della peregrinatio delle spoglie di Celestino V per le diocesi di Abruzzo e Molise, avvenuta dopo il terremoto del 6 aprile 2009, la maschera di cera che ricopriva il volto del Santo mostrava evidenti segni di scioglimento.
Per fronteggiare questo problema, l'Arcidiocesi dell'Aquila ha effettuato nel 2013 una ricognizione canonica dei resti mortali di Celestino, in particolare della scatola cranica, al fine di poter ricostruire, grazie all'aiuto di strumentazione scientifica, le vere fattezze del suo volto. La maschera in cera, irrimediabilmente deteriorata, è stata pertanto sostituita da una nuova in argento. Anche i paramenti settecenteschi del Santo sono stati sostituiti con altri di produzione moderna, che richiamano stilisticamente le fattezze dei signa pontificalia medioevali. Questa ricognizione è stata inoltre l'occasione per porre sul corpo di san Pietro Celestino il pallio che papa Benedetto XVI aveva indossato il giorno dell'inizio del suo ministero petrino, donato da Ratzinger.
Il corpo di Celestino V è stato riportato alla basilica di Santa Maria di Collemaggio dell'Aquila il 5 maggio 2013, in occasione del settecentesimo anniversario della sua canonizzazione.

## Celestino V nella storiografia
Controversi sono i pareri sulle dimissioni di Celestino V; ancora oggi infatti, gli storici sono in disaccordo sul valore da dare al gesto del pontefice.
Stando a un'interpretazione molto diffusa, ma contestata da una parte di critici moderni e contemporanei, Dante Alighieri è quello che si espresse nella maniera più critica nei suoi confronti. Egli avrebbe infatti contestato a Celestino V di aver provocato, abbandonando il pontificato, l'ascesa al soglio di Bonifacio VIII, del quale egli, in quanto guelfo bianco, disapprovava profondamente le ingerenze in campo politico. Secondo questa ipotesi sarebbe Celestino V il personaggio nel III Canto dell'Inferno in cui il poeta dice:
(Dante Alighieri, Divina Commedia: Inf. III, 58-60)
Occorre però precisare che Dante applica il concetto di viltà a personaggi tanto diversi da Celestino (basta citare Esaù e Ponzio Pilato) per cui i versi sono intesi in vari modi e potrebbero alludere ad esempio all'imperatore Diocleziano. 
Francesco Petrarca invece diede di questo gesto un'interpretazione diametralmente opposta, ritenendo che si dovesse considerare « [...] il suo operato come quello di uno spirito altissimo e libero, che non conosceva imposizioni, di uno spirito veramente divino».

## Celestino V nella letteratura
La figura di Celestino V è stata trattata da:
- diversi commentatori della Divina Commedia, che lo indicano come "colui che fece per viltade il gran rifiuto", nel sessantesimo verso del III canto dell'Inferno di Dante Alighieri;
- due suoi discepoli, che hanno scritto la sua biografia, la più antica e accurata, nota come Vita C;
- Jacopone da Todi, che, al momento dell'elezione, gli dedicò una nota lauda, in cui si domandava cosa avrebbe fatto il nuovo papa e se sarebbe stato all'altezza del compito, che inizia così:

Èi venuto al paragone.

Vederimo êl lavorato

che en cell'ài contemplato.

S'el mondo de te è 'ngannato,

séquita maledezzone.»
- Vincenzo Spinelli, che fu abate e procuratore generale dell'ordine, scrisse la Vita di S. Pietro del Morrone Papa detto Celestino V nel 1664;
- Ignazio Silone, che alla vita di Celestino V ha dedicato il libro: L'avventura di un povero cristiano;
- L. Ceccarelli e P. Cautilli, che hanno dedicato ai supposti segreti di Celestino V il libro: La Rivelazione dell'Aquila;
- Angelo De Nicola, che alla sua figura e al suo messaggio di pace, nonché alla Perdonanza, ha dedicato il "romanzo storico virtuale": La missione di Celestino.

Il titolo di un famoso romanzo new Age degli anni novanta, La profezia di Celestino, è erroneamente riferito a questo personaggio; "Celestine Temple" è il nome del tempio peruviano nelle cui rovine il manoscritto della profezia oggetto del romanzo viene trovato.

## Edifici di culto fondati da Celestino V

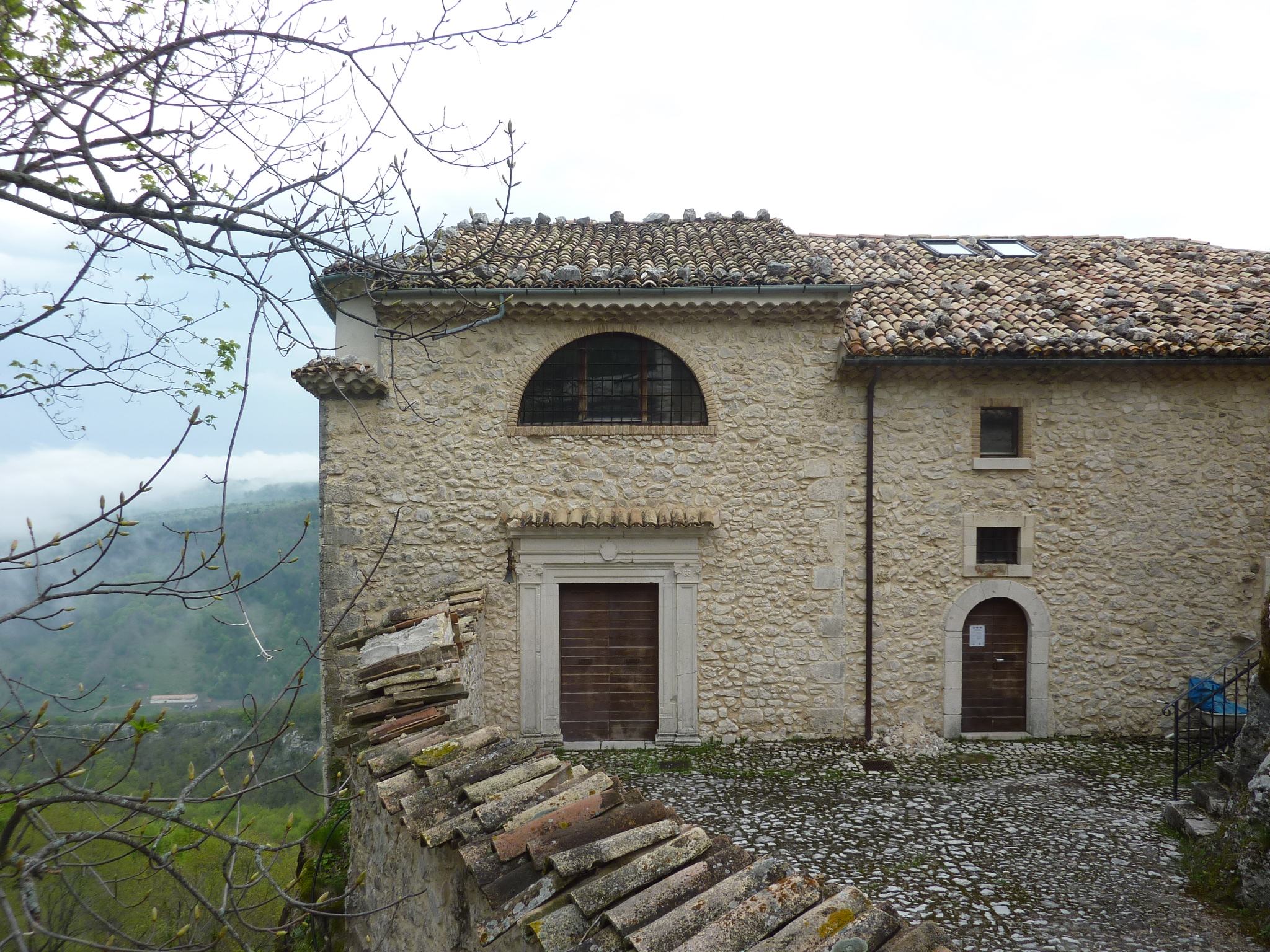
Eremo della Madonna dell'Altare

Gran parte di tali chiese sono eremi abruzzesi.
- Basilica di Santa Maria di Collemaggio (L'Aquila)
- Eremo di Sant'Onofrio al Morrone (Sulmona)
- Eremo di Santo Spirito a Maiella (Roccamorice)
- Eremo di Sant'Onofrio (Serramonacesca)
- Eremo di San Bartolomeo in Legio (Roccamorice)
- Eremo della Madonna dell'Altare (Palena)
- Eremo di San Giovanni all'Orfento (Caramanico Terme)

## Genealogia episcopale e successione apostolica
La genealogia episcopale è:
- Cardinale Giovanni di Castrocoeli, O.S.B.Cas.
- Cardinale Ugo Aycelin de Billom, O.P.
- Papa Celestino V

La successione apostolica è:
- Arcivescovo Etienne Béguart de Penoul (1294)
- Vescovo Berardo di Fano, O.S.B. (1294)
- Vescovo Gedko II di Płock (1294)
- Cardinale Bérenger de Frédol il Vecchio (1294)